# Chaján
Chaján (Estación Glorialdo Fernández) es una localidad situada en el departamento Río Cuarto, provincia de Córdoba, Argentina. Comúnmente se dijo que el pueblo de Chaján nació al amparo de la estación del ferrocarril andino, que quedó inaugurada el 22 de octubre de 1875, por acción espontánea de personas que en forma individual fueron llegando y se establecieron de manera provisoria o semi permanente. Hasta el año 1898, en que el señor Bernardo Lacase compra los terrenos adyacentes a la estación y sus herederos deciden lotearlo para el pueblo, haciendo donaciones de sus terrenos, acto que quedó un tanto difuso.

## Tiempo
Técnicamente se toma como tiempo base de un pueblo el loteo y venta de terrenos, o alguna construcción que establezca parámetro. En nuestra zona centro sur, muchos nacieron al amparo de fuertes o fortines y, posteriormente, de las estaciones ferroviarias, tal el caso de Chaján. Por ser estación de tercera se estableció en un punto equidistante en plena pampa; en algunos casos, tal como pudo haber sido el de Chaján, es posible que se haya tenido en cuenta el único accidente topográfico que el paisaje brindaba: "El cerro la Leoncita", como así se lo conocía en ese tiempo.
Establecida la estación, se hacía inminente la creación de un pueblo; así lo entendieron los Lacase, a quienes se les debe el primer emprendimiento.
El pueblo se llamó Chaján porque así lo llamaba la estación, y la estación se llamó Chaján en recuerdo al combate que el Coronel José Iseas libró en contra de las últimas montoneras de Chacho Peñaloza, en el paraje de Chaján.
Chaján está ubicado actualmente sobre la ruta nacional N· 8, pK 681, y a 505 m sobre el nivel del mar; su estación, en el km. 773 del ferrocarril San Martín. Cuenta con 1000 habitantes aproximadamente. Está ubicado entre las coordenadas: 32°34′ latitud sur y 66°64′ longitud oeste, y al pie del cerro Chaján, antiguamente La Leoncita, que es el último bastión de la sierra grande de Comechingones.
Hacia el sur sigue la llanura pampeana; una zona de transición entre la pampa seca y la semiárida (al oeste); y la pampa húmeda (al este).
El nombre de "Chaján" es de origen incierto, desconociéndose su significado.
Finalmente, Chaján es la última población de la provincia de Córdoba en su límite con San Luis, y se encuentra a 45 km de Villa Mercedes (San Luis).

## Orografía
Consta con los siguientes cerros: "La Paraguaya", que es de arenisca o basamento; "La Leoncita" o "Chaján", de formación basáltica y 572 m; "De la Piedra" y "La Madera", de formación basáltica y 452 m.

## Hidrografía
La componen tres arroyos de regular importancia: "El Ají", "Zelegua" y "Chaján"; este último tiene sus nacientes con la confluencia de los arroyos, de menor caudal: "La Paraguaya", "Debisadero", "Negro", "Blanco", "Arroyo del Medio" y "Los Arroyitos", entre los cerros "Blanco", "Negro" y "La Paraguaya".

## Flora
Característica de la zona semiárida. Compuesta por árboles: caldén, chañar, algarrobo, espinillo, quebracho blanco, molle, piquillín, entre otros; arbustos, gramíneas, y distintas variedades de hierbas.

## Fauna
Entre los animales autóctonos se destacan: gama, venado, ñandú, gato montés, gato de las pajas, liebre, peludo, vizcacha, zorro, perdiz, martineta, chimango, carancho, tero y lechuza.

## Economía
La principal actividad es la agropecuaria.
Los principales cultivos son soja y maíz.
La ganadería bovina y porcina, es otra actividad económica pero en menor medida.
La existencia de una cantera de extracción de basalto, cuya antigüedad data de los principios del siglo XX, es una segura fuente de trabajo para los canterinos. Hoy el cerro La Leoncita que anteriormente dominaba el paisaje, lentamente fue sometido a la molienda de las máquinas y las piedras de alto valor para las construcciones viales en el país.
Sigue siendo una fuente laboral importante, aunque la extracción se realiza actualmente en el cerro La Garrapata, distante a 25 km al oeste en la provincia de San Luis.

## Población
Cuenta con 613 habitantes (Indec, 2022), lo que representa un descenso del 20% frente a los 767 habitantes (Indec, 2010) del censo anterior.
| Gráfica de evolución demográfica de Chaján entre 1991 y 2022 |
|                                                              |
| Fuente: Censos nacionales del INDEC                          |

## Sismicidad
La sismicidad de la región de Córdoba es frecuente y de intensidad baja, y un silencio sísmico de terremotos medios a graves cada 30 años en áreas aleatorias. Sus últimas expresiones se produjeron:
- 22 de septiembre de 1908 (116 años), a las 17.00 UTC-3, con 6,5 Richter, escala de Mercalli VII; ubicación 30°30′0″S 64°30′0″O / -30.50000, -64.50000; profundidad: 100 km; produjo daños en Deán Funes, Cruz del Eje y Soto, provincia de Córdoba, y en el sur de las provincias de Santiago del Estero, La Rioja y Catamarca[2]
- 16 de enero de 1947 (78 años), a las 2.37 UTC-3, con una magnitud aproximadamente de 5,5 en la escala de Richter (terremoto de Córdoba de 1947)[1]
- 28 de marzo de 1955 (70 años), a las 6.20 UTC-3 con 6,9 Richter: además de la gravedad física del fenómeno se unió el desconocimiento absoluto de la población a estos eventos recurrentes (terremoto de Villa Giardino de 1955)
- 7 de septiembre de 2004 (20 años), a las 8.53 UTC-3 con 4,1 Richter
- 25 de diciembre de 2009 (15 años), a las 21.42 UTC-3 con 4,0 Richter